# 劍棘鱗魚
劍棘鱗魚為輻鰭魚綱金眼鯛目金鱗魚亞目金鱗魚科的其中一種，分布於太平洋區，從日本南部至皮特凱恩群島海域，棲息深度可達64公尺，體長可達23公分，棲息在深水礁石區，夜行性，可做為食用魚。

## 擴展閱讀
維基物種上的相關：劍棘鱗魚